# Єшім Устаоглу
Єшім Устаоглу (тур. Yeşim Ustaoğlu; 18 листопада 1960, Сарикамиш, провінція Карс) — турецький кінорежисер і сценарист.

## Біографія
Єшім народилась 18 листопада 1960 року. Дитинство минуло в Трапезунді. Вивчала архітектуру в Стамбульському університеті, працювала архітектором і журналістом.

## Творчість
Устаоглу зняла кілька короткометражних стрічок, дебютувала повнометражним фільмом 1994 року. Критика привернула увагу до її фільмів Подорож до сонця (1999) і В очікуванні хмар (2004, див .: ).

## Фільмографія
- 1994 IZ / Слід (був показаний у програмі Московського МКФ)
- 1999 Günese yolculuk / Подорож до сонця
- 2004 Bulutlari beklerken / В очікуванні хмар
- 2008 Pandoranın Kutusu / Ящик Пандори (Золота раковина Сан-Себастьянського МКФ)

## Визнання
Фільм Подорож до сонця отримав премії на Берлінському, Єрусалимському, Монреальському та інших кінофестивалях. Сьюзен Зонтаг назвала його серед 10 кращих фільмів року (див .:  [Архівовано 10 червня 2020 у Wayback Machine.]).
Єшім Устаоглу очолила журі Стамбульського МКФ 2010 року.